# Cyklokros Tábor

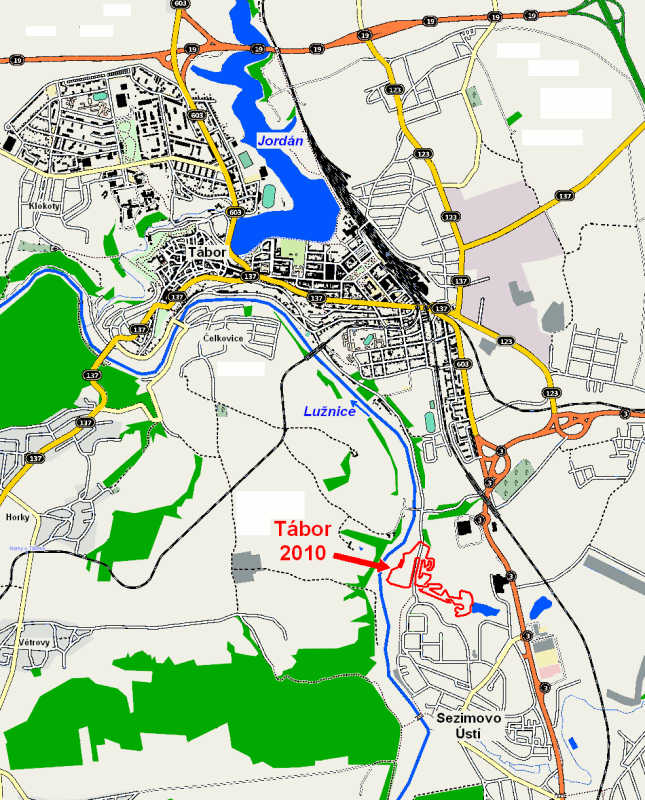
Der Parcours der Cyclocross-Weltmeisterschaften 2010 wird in wesentlichen Teilen noch heute verwendet.

Das Cyklokros Tábor ist ein tschechisches Cyclocrossrennen.

## Geschichte
Das Rennen wird vom örtlichen Radsportverein CEZ Cyklo Team Tábor organisiert. Nach einigen Ausrichtungen als Cross der Klasse C1 bzw. C2 wurde das Rennen 1998 in den Cyclocross-Weltcup aufgenommen und löste damit Prag als Austragungsort ab. Zusammen mit dem Duinencross Koksijde und dem GP Adrie van der Poel zählt es inzwischen zu den häufigsten Schauplätzen im Weltcup, darüber hinaus wurden hier mehrere Cyclocross-Weltmeisterschaften, Europameisterschaften und tschechische Meisterschaften organisiert.
Ort des Rennens ist ein Terrain im Süden der Stadt am rechten Ufer der Lainsitz. Einzelheiten des Parcours wandelten sich im Laufe der Zeit, so fand der Start ursprünglich in der Straße Berlinská statt, weit oberhalb vom Fluss. Spätestens seit 2010 spielt sich die erste Hälfte der mehrfach befahrenen Runde auf dem Sportplatz am Flussufer statt, in der zweiten Hälfte geht es den Hang hinauf und wieder herunter ins Ziel. Das vielleicht bekannteste Merkmal des Kurses ist ein Paar von Balken, die bergauf übersprungen werden müssen und im Finale einen vorentscheidenden Unterschied machen können.
Mehrfach entfiel das reguläre Rennen, dessen Termin im Oktober oder November liegt, zugunsten in Tábor ausgerichteter Europameisterschaften (2003, 2017) und Weltmeisterschaften (2001, 2010, 2015). Auch die Cyclocross-Weltmeisterschaften 2024 sollen in Tábor stattfinden. In einigen Jahren wurde der Cross auch außerhalb des Weltcups organisiert, so war er öfters Teil des Toi Toi Cups.

## Siegerliste
Die Gewinner der diversen Meisterschaftsrennen sind unter Meisterschaften aufgeführt, die der regulären, jährlich ausgetragenen Rennen unter Männer bzw. Frauen. Es sind nur die Rennen des internationalen Kalenders aufgeführt. Sofern nicht anders angegeben, handelte es sich um Weltcup-Rennen.

### Meisterschaften
- Tschechische Meisterschaften 1994:  Radomír Šimůnek sr. / kein Frauenrennen
- Tschechische Meisterschaften 2001:  Petr Dlask /  Karla Polívková
- Weltmeisterschaften 2001:  Erwin Vervecken /  Hanka Kupfernagel
- Europameisterschaften 2003: kein Männerrennen /  Hanka Kupfernagel
- Tschechische Meisterschaften 2010:  Zdeněk Štybar /  Kateřina Nash
- Weltmeisterschaften 2010:  Zdeněk Štybar /  Marianne Vos
- Weltmeisterschaften 2015:  Mathieu van der Poel /  Pauline Ferrand-Prévot
- Europameisterschaften 2017:  Mathieu van der Poel /  Sanne Cant
- Tschechische Meisterschaften 2024:  Michael Boroš /  Kristýna Zemanová

### Männer
- 1994:  Jiří Pospíšil (C2)
- 1995:  Richard Groenendaal (C1)
- 1996:  Paul Herijgers (C1)
- 1997:  Mario De Clercq (C1)
- 1998:  Sven Nys
- 1999:  Mario De Clercq
- 2000:  Bart Wellens
- 2001:  Sven Nys (C1)
- 2002:  Bart Wellens (C1)
- 2003: nicht ausgetragen (Europameisterschaften)
- 2004:  Kamil Ausbuher
- 2005:  Sven Nys
- 2006:  Radomír Šimůnek jr.
- 2007:  Sven Nys
- 2008:  Niels Albert
- 2009: nicht ausgetragen (Weltmeisterschaften)
- 2010:  Radomír Šimůnek jr. (C1)
- 2011:  Kevin Pauwels
- 2012:  Kevin Pauwels
- 2013:  Lars van der Haar
- 2014: nicht ausgetragen (Weltmeisterschaften)
- 2015:  David van der Poel (Toi Toi Cup)
- 2016:  Michael Boroš (Toi Toi Cup)
- 2017: nicht ausgetragen (Europameisterschaften)
- 2018:  Mathieu van der Poel
- 2019:  Mathieu van der Poel
- 2020:  Michael Vanthourenhout
- 2021:  Lars van der Haar
- 2022:  Eli Iserbyt
- 2023: nicht ausgetragen (Weltmeisterschaften)

### Frauen
- 2008:  Hanka Kupfernagel
- 2009: nicht ausgetragen (Weltmeisterschaften)
- 2010: nicht ausgetragen
- 2011:  Kateřina Nash
- 2012:  Sanne van Paassen
- 2013:  Katherine Compton
- 2014: nicht ausgetragen (Weltmeisterschaften)
- 2015:  Pavla Havlíková (Toi Toi Cup)
- 2016:  Karla Štěpánová (Toi Toi Cup)
- 2017: nicht ausgetragen (Europameisterschaften)
- 2018:  Lucinda Brand
- 2019:  Annemarie Worst
- 2020:  Lucinda Brand
- 2021:  Lucinda Brand
- 2022:  Fem van Empel
- 2023: nicht ausgetragen (Weltmeisterschaften)